# Club Sportivo Jorge Washington
El Jorge Washington fue un club de fútbol peruano de la ciudad del Callao. Fue fundado en 1919 y participó en las primeros ediciones de la Primera División del Perú.

## Historia
El Jorge Washington fue fundado el 29 de agosto de 1919 en la calle Washington en el Callao. Su primer presidente fue Abraham Bejarano. 
Participó del torneo de Primera División de 1926, que fue el primer campeonato organizado tras la creación de la Federación Peruana de Fútbol. Perdió la categoría al finalizar en los últimos lugares por lo que pasó a jugar la División Intermedia 1927.
Retornó a la Primera División para el torneo de 1928 tras ascender desde Intermedia. Fue ubicado en el Grupo 2 junto a, entre otros equipos, la Federación Universitaria (actual Universitario de Deportes) ante quien logró un empate por 1-1. Terminó en sexto lugar y tuvo que jugar la liguilla de promoción donde quedó en tercer lugar detrás de Jorge Chávez y Sporting Tabaco por lo que perdió la categoría y retornó a la División Intermedia.
Tras declararse en receso a finales de 1929, retornó a la actividad en 1939 en la Liga del Callao. En los años siguientes participó en la Liga Regional de Lima y Callao hasta 1950 que desapareció ese torneo. En 1951 fue refundada la Liga del Callao y Washington logró el título de la Primera División, sin embargo, ese año no hubo ascenso a la Segunda División.
En los años siguientes se mantuvo participando en las distintas categorías de la Liga Amateur del Callao y posteriormente de la Liga Distrital del Callao, hasta la desaparición del club en los años 1980.

## Datos del club
- Temporadas en Primera División: 2 (1926, 1928).
- Temporadas en División Intermedia: 2 (1927, 1929).

## Jugadores
En la década de 1930 por sus divisiones menores pasaron Higinio y Andrés Bejarano, Guillermo Barbadillo, Guillermo Arias y Andrés da Silva quienes jugaron en clubes de la Primera División del Perú en las décadas siguientes. También tuvo sus inicios en el club Carlos 'Cachetada' Solís, luego futbolista de Sport Boys entre otros clubes.

## Palmarés

### Torneos regionales
- Liga Amateur del Callao (1): 1951.
- Segunda División de la Liga Amateur del Callao (3): 1956, 1965, 1968.